# Кишери
Кишери (фр. Cuchery) насеље је и општина у североисточној Француској у региону Шампањ-Арден, у департману Марна која припада префектури Ремс.
По подацима из 2011. године у општини је живело 433 становника, а густина насељености је износила 61,59 становника/km². Општина се простире на површини од 7,03 km². Налази се на средњој надморској висини од 150 метара.

## Демографија
| 1962. | 1968. | 1975. | 1982. | 1990. | 1999. | 2011. |
| ----- | ----- | ----- | ----- | ----- | ----- | ----- |
| 343   | 345   | 306   | 341   | 336   | 350   | 433   |

График промене броја становника у току последњих година